# Neopomacentrus
Neopomacentrus is een geslacht van straalvinnige vissen uit de familie van rifbaarzen of koraaljuffertjes (Pomacentridae). Het geslacht is voor het eerst wetenschappelijk beschreven in 1975 door Allen.

## Soorten
- Neopomacentrus anabatoides (Bleeker, 1847)
- Neopomacentrus aquadulcis Jenkins & Allen, 2002
- Neopomacentrus azysron (Bleeker, 1877)
- Neopomacentrus bankieri (Richardson, 1846)
- Neopomacentrus cyanomos (Bleeker, 1856)
- Neopomacentrus fallax (Peters, 1855)
- Neopomacentrus filamentosus (Macleay, 1882)
- Neopomacentrus fuliginosus (Smith, 1960)
- Neopomacentrus metallicus (Jordan & Seale, 1906)
- Neopomacentrus miryae Dor & Allen, 1977
- Neopomacentrus nemurus (Bleeker, 1857)
- Neopomacentrus sindensis (Day, 1873)
- Neopomacentrus sororius Randall & Allen, 2005
- Neopomacentrus taeniurus (Bleeker, 1856)
- Neopomacentrus violascens (Bleeker, 1848)
- Neopomacentrus xanthurus Allen & Randall, 1980